# Rover British Clay Court Championships 1995
Rover British Clay Court Championships 1995 — жіночий тенісний турнір, що проходив на відкритих кортах з ґрунтовим покриттям у  West Hants Tennis Club у Борнмуті (Велика Британія). Належав до турнірів 4-ї категорії в рамках Туру WTA 1995. Турнір відбувся вдев'яте і тривав з 15 до 20 травня 1995 року.

## Фінальна частина

### Одиночний розряд, жінки
Людмила Ріхтерова —  Патрісія Гай-Буле 6–7, 6–4, 6–3
- Для Ріхтерової це був єдиний титул за сезон і 1-й — за кар'єру.

### Парний розряд, жінки
Маріан де Свардт /  Руксандра Драгомір —  Керрі-Енн Г'юз /  Патрісія Гай-Буле 6–3, 7–5
- Для Свардт це був єдиний титул за сезон і 1-й — за кар'єру. Для Драгомір це був єдиний титул за сезон і 2-й - за кар'єру.